# 薩氏細鱗鮭
薩氏細鱗鮭（學名：Brachymystax savinovi），為輻鰭魚綱鮭形目鮭科細鱗鮭屬的一種，為溫帶淡水魚，分佈於亞洲哈薩克至阿穆爾河流域，體長可達47公分，棲息在底中層水域，會進行洄游，生活習性不明。